# FK Radnički Nova Pazova
FK Radnički Nova Pazova (serb.: ФК Раднички Нова Пазова) – serbski klub piłkarski z siedzibą w Novej Pazovie. Obecnie występuje w II lidze.